# Tegosa claudina
Tegosa claudina är en fjärilsart som beskrevs av Escholtz 1821. Tegosa claudina ingår i släktet Tegosa och familjen praktfjärilar. Inga underarter finns listade i Catalogue of Life.

## Bildgalleri

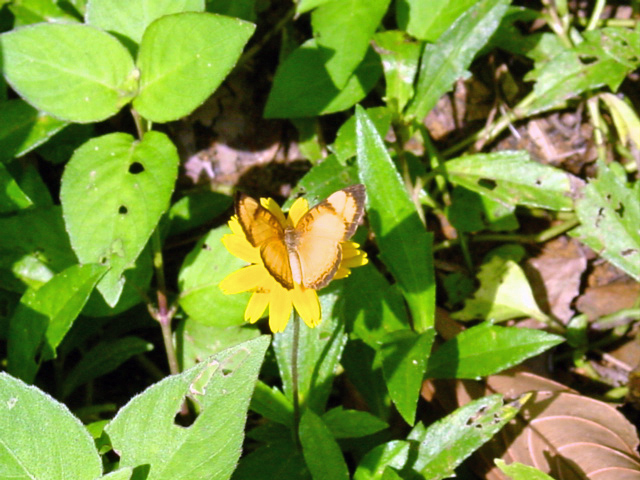
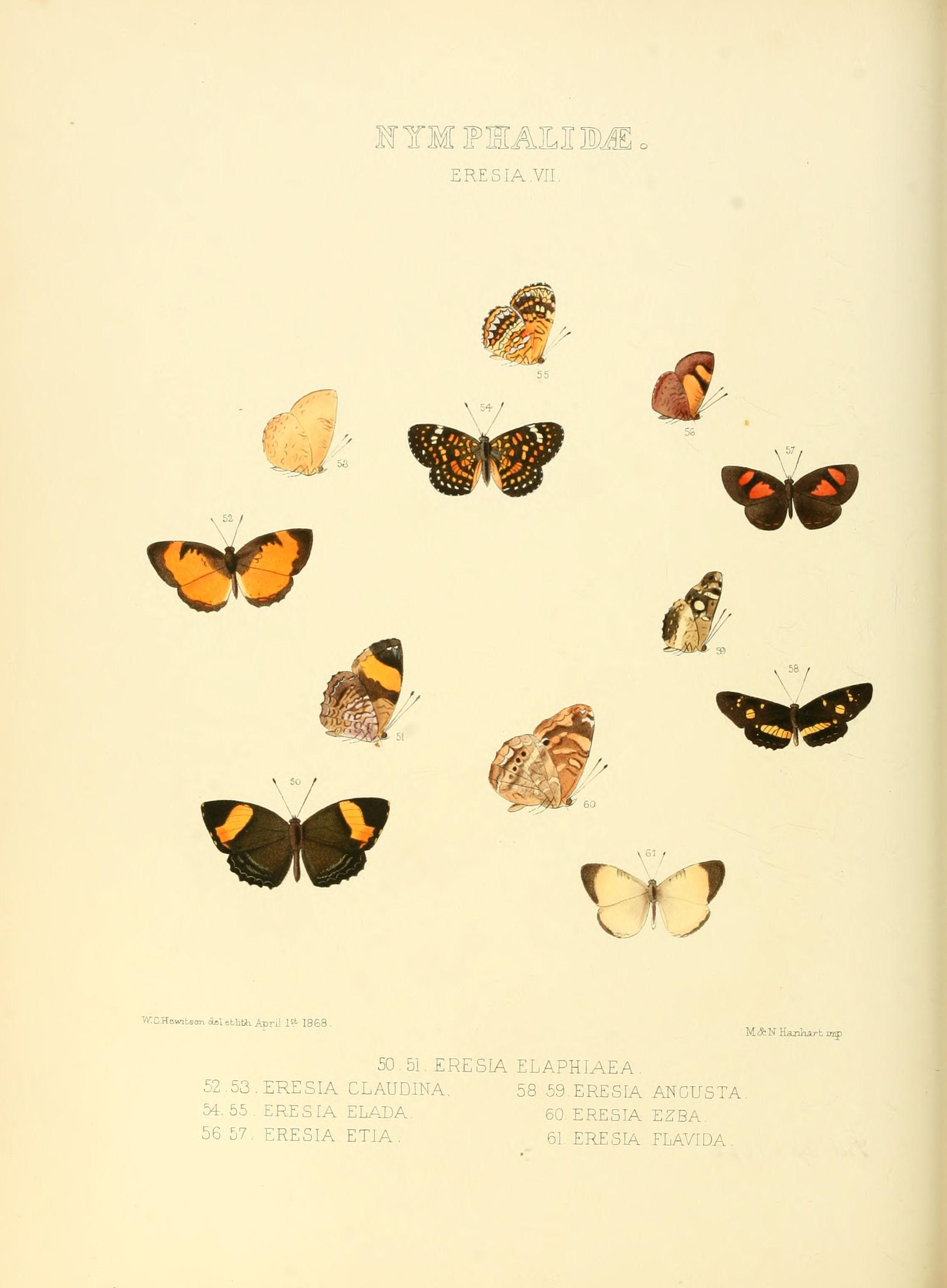
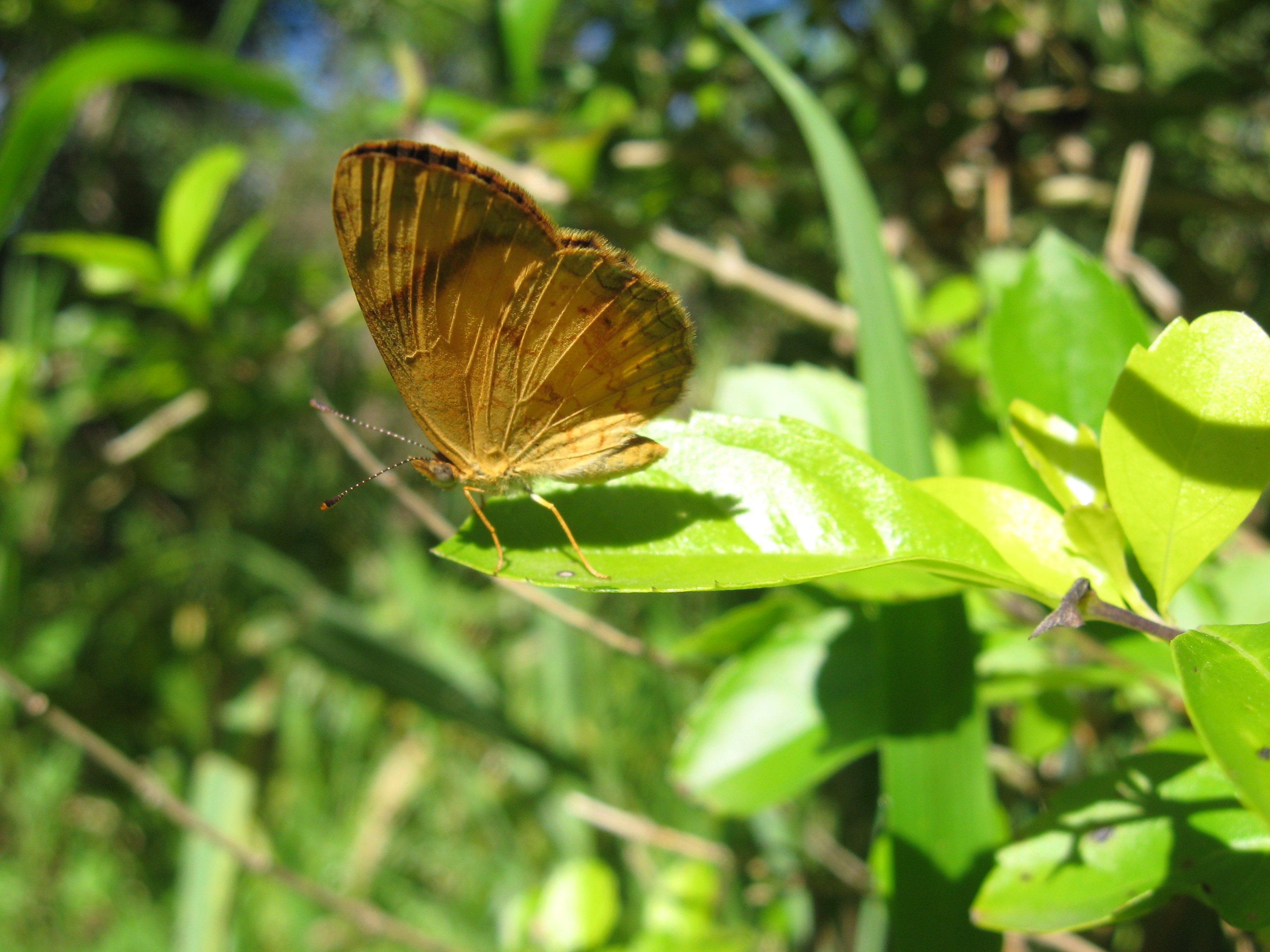